# Joelma 23.º Andar
Joelma, 23° Andar é um filme brasileiro de 1979, do gênero drama, dirigido por Clery Cunha e protagonizado por Beth Goulart, no papel de Lucimar.
Baseado em Somos Seis, obra psicografada pelo médium Chico Xavier, foi o primeiro filme brasileiro com temática espírita e o único que retratou o trágico incêndio do Edifício Joelma, que deixou 191 mortos e mais de 300 feridos, no dia 1° de fevereiro de 1974.

## Sinopse
A jovem Lucimar (Beth Goulart) e seu irmão Alfredo trabalham num dos escritórios do edifício, em São Paulo. No incêndio, Lucimar  morre e Alfredo sobrevive. Dona Lucinda, a mãe de Lucimar, entra em depressão com a perda. Aconselhada por amigos, procura o médium Chico Xavier em busca de uma mensagem do outro mundo.

## Elenco
- Beth Goulart - Lucimar
- Liana Duval - Lucinda
- Vilma Camargo
- Ugo Canessa
- Ed Carlos
- Oswaldo Cirillo
- Henrique Verona Cristófani
- Marly de Fátima
- Valdemar de Lima
- Ivo de Oliveira
- Thiago Fabris
- Paulo Farah
- João Abraão Felício
- Maria Ferreira
- Márcia Fraga
- Lilian Gonçalves
- Castor Guerra
- Ruy Leal
- Landa Lopes
- Carlos Marques
- Paulo Mustafá
- Antônio Pettan
- Daniele Rodrigues
- Lourenço Luís Sanches
- Oricema Silveira
- Malu Stein
- Alvamar Taddei
- Chico Xavier - Ele mesmo

## A História Real
No edifício, alugado ao Banco Crefisul, a processadora de dados Volquimar Carvalho dos Santos (no filme, ela é chamada Lucimar), de 21 anos, e seu irmão, Álvaro, que eram de uma família espírita.
Sexta-feira, 1° de fevereiro de 1974, 8h, Volquimar vai para o trabalho ansiosa, pois na segunda-feira seguinte pretendia se inscrever no curso de Letras, na  USP. 45 minutos depois, um condicionador de ar do 12° andar entrou em curto-circuito e causou um incêndio, que se alastrou por todo o edifício, causando a morte de muitas pessoas, por queimadura, asfixia ou precipitação ao solo. Álvaro sobrevive, mas Volquimar não. Horas depois, Ele vai ao Instituto Médico Legal e reconhece o corpo da irmã, mas não tem coragem para contar à mãe. 

Walkyria Farias, mãe de Volquimar, interpretada no filme como Lucinda, vai até a 'Casa da Prece', de Chico Xavier, para falar com a filha. Na primeira vez, Volquimar pede pelo cartão do alfabeto, que a família usava para comunicação com espíritos, e marca o dia 13 de julho para um retorno. Com o auxílio do avô, escreve a carta e assina 5 vezes a fim de mostrar a autenticidade da mensagem.